# Sárga csengettyűgomba
A sárga csengettyűgomba (Pluteus leoninus) a csengettyűgombafélék családjába tartozó, Eurázsiában és Észak-Amerikában honos, korhadó fatörzseken élő, ehető gombafaj. 

## Megjelenése
A sárga csengettyűgomba kalapja 3-7 cm széles, fiatalon domború vagy harang formájú, majd kiterül, majdnem lapossá válik, de gyakran megmarad lapos púpja. Színe citromsárga, aranysárga vagy tompább barnássárga, a közepe sötétebb, olívbarnás. Felszíne finoman bársonyos, széle kissé bordázott.
Húsa vékony, törékeny, fehéres, sérülésre nem színeződik el. Szaga és íze nem jellegzetes.
Sűrűn álló, széles, hasas lemezei szabadon állnak; a féllemezek gyakoriak. Színük fiatalon fehér és élük sárgás; idősen rózsaszínűek lesznek.
Tönkje 5-6 cm magas és 0,3-0,7 cm vastag. Alakja hengeres, lefelé kissé vastagodó. Színe felül fehéres, alsó részén sárgás vagy barnás. Felülete szálas, kissé bordás.
Spórapora rózsaszínű. Spórája közel gömbölyded vagy széles ellipszoid; sima, inamiloid, mérete 5,5-7 x 5-6 µm. 

### Hasonló fajok
Az aranyló csengettyűgomba, esetleg a jóval nagyobb, barna kalapú barna csengettyűgomba hasonlíthat hozzá. 

## Elterjedése és termőhelye
Eurázsiában és Észak-Amerikában honos. Magyarországon ritka. 
Lombos fák (főleg bükk) korhadó törzsein, tönkjein található meg, általában egyesével. Júniustól októberig terem. 
Ehető, de nem túl ízletes gomba.    

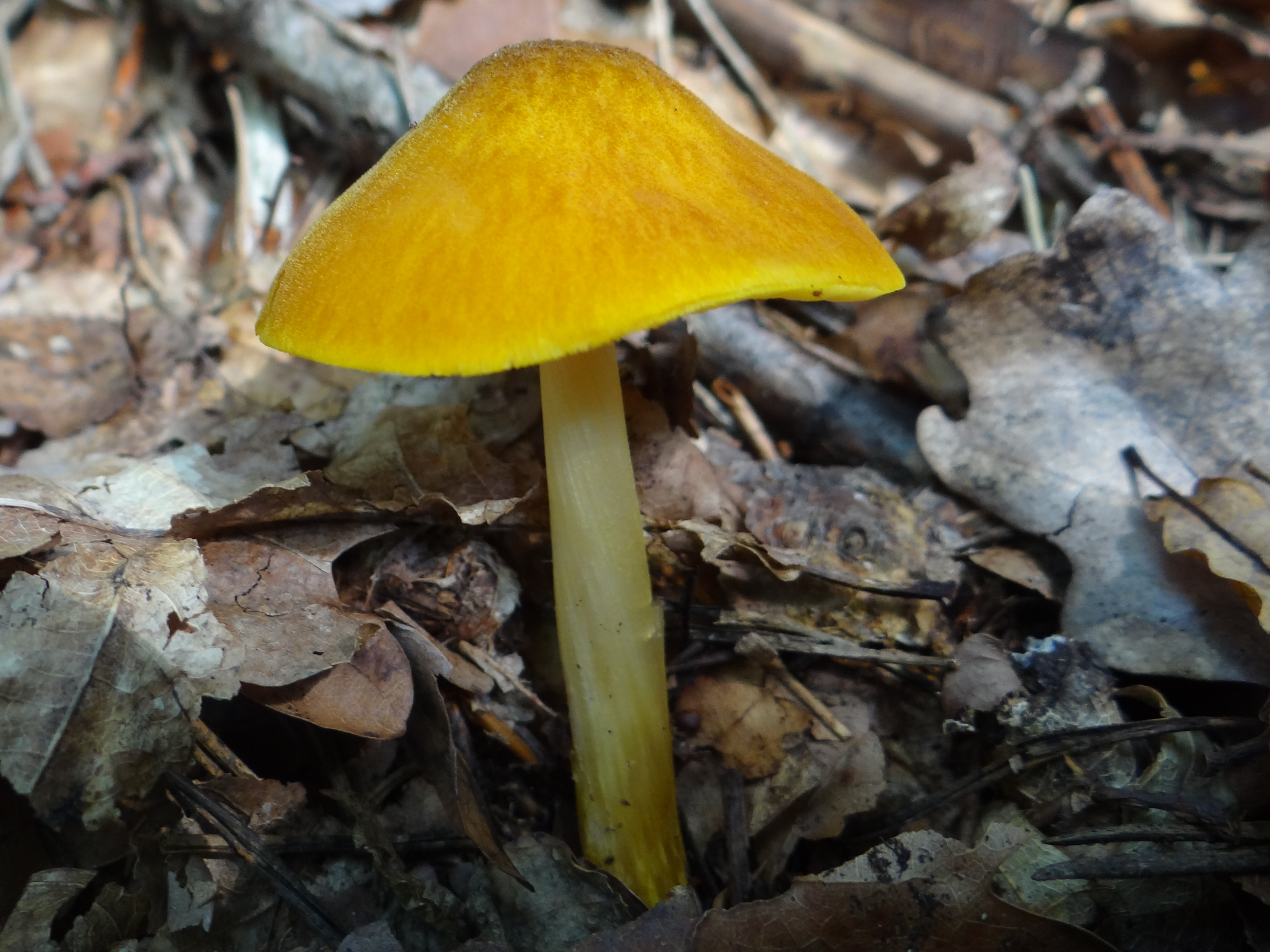
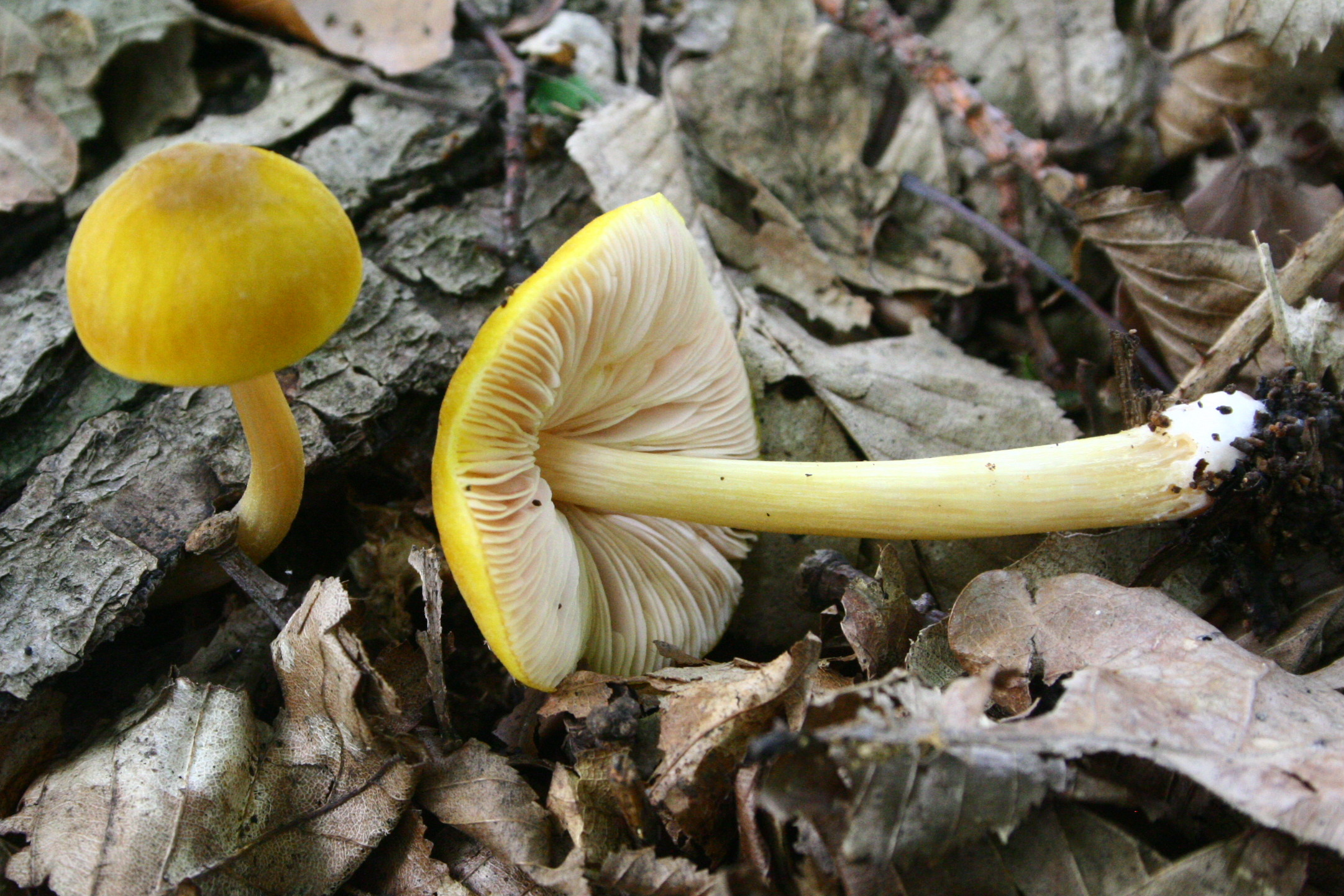
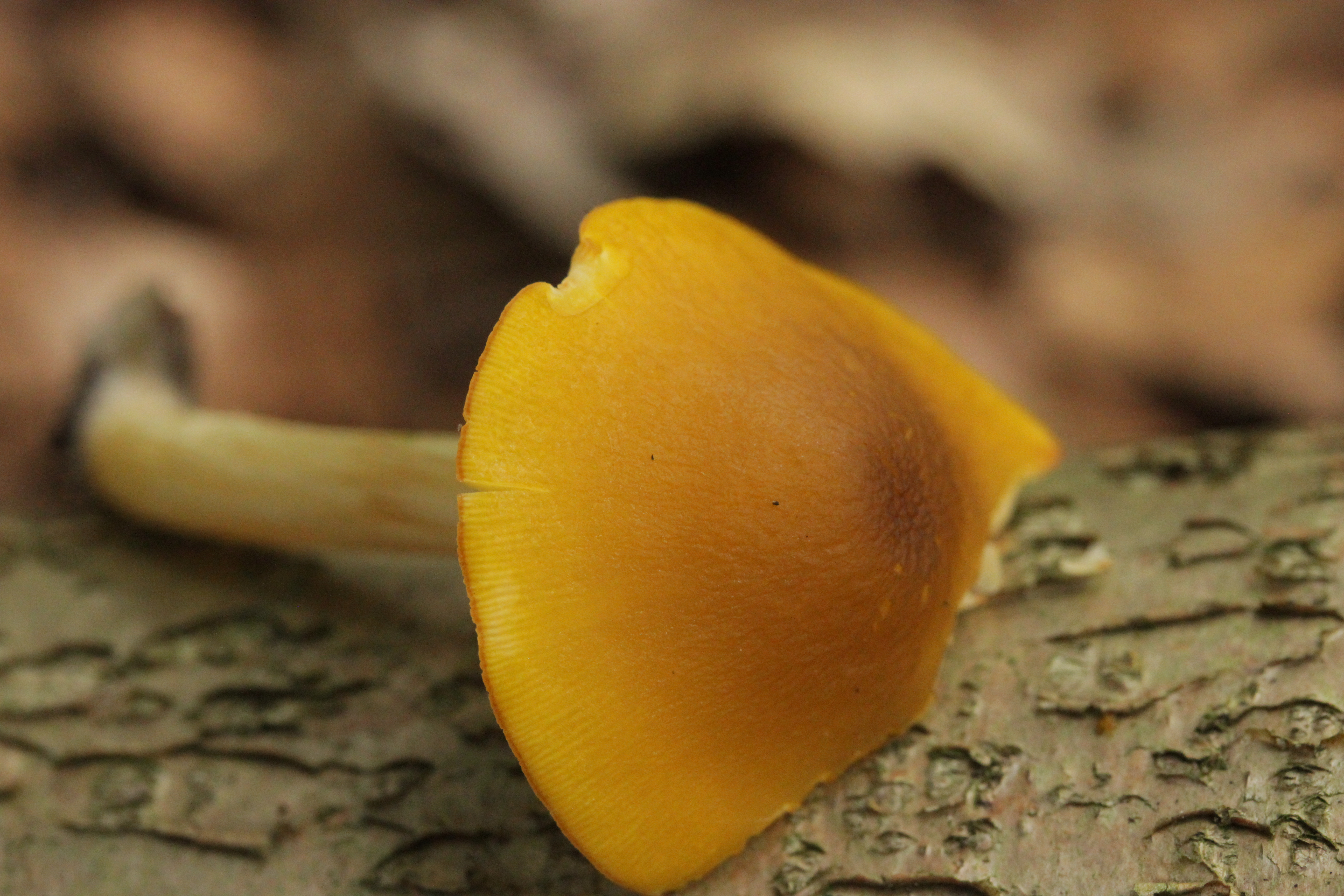
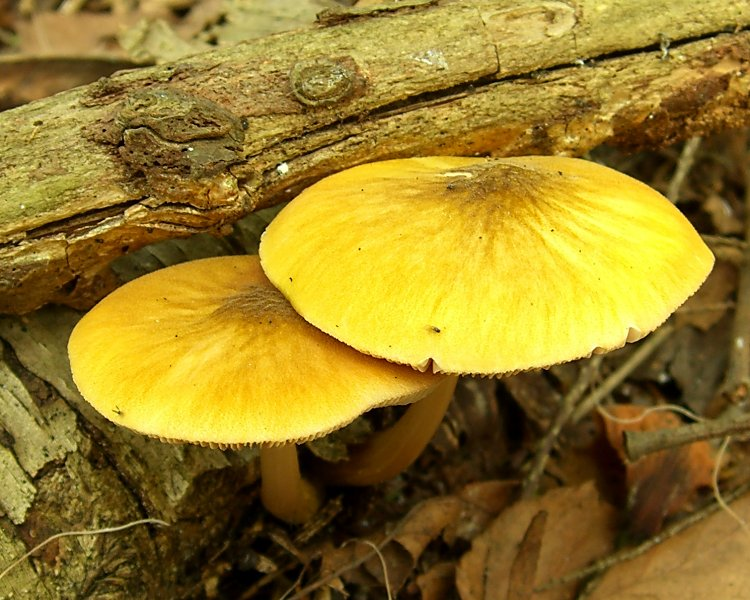
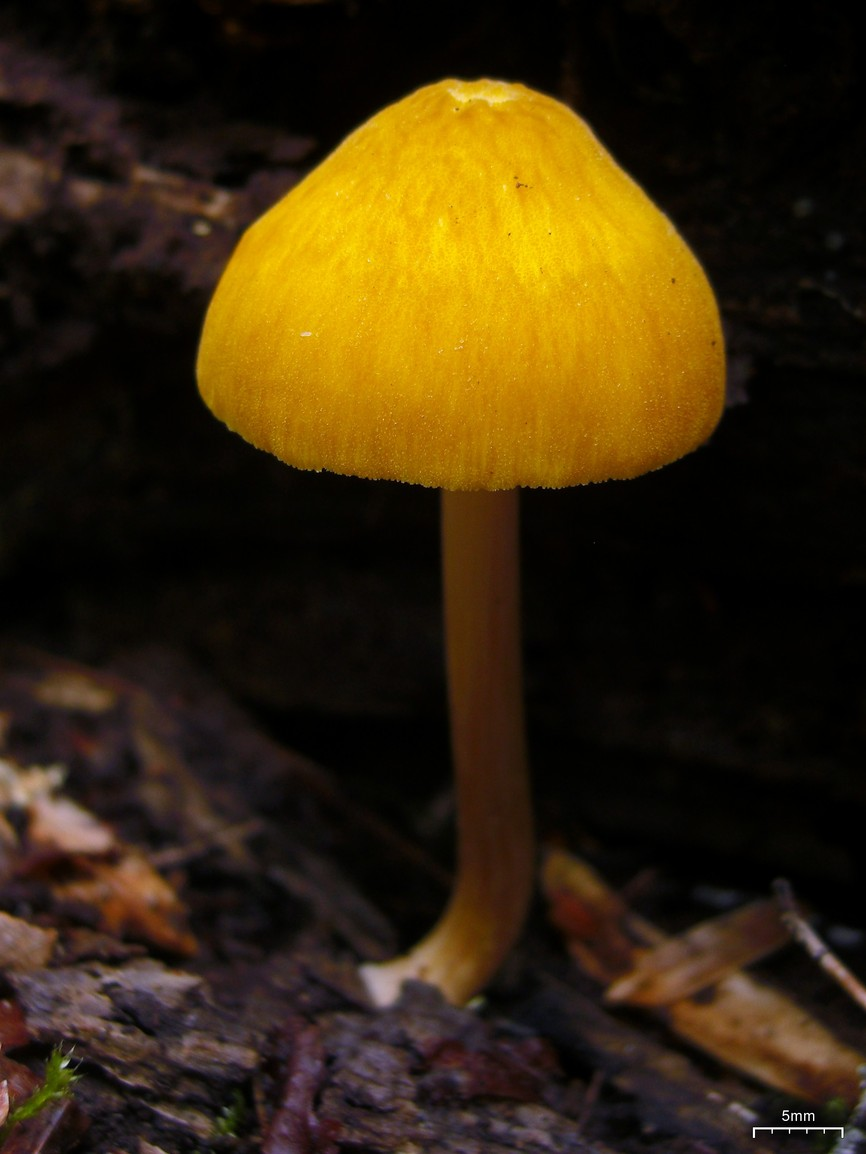